# Tập đoàn quân 20 (Liên bang Nga)
Tập đoàn quân binh chủng hợp thành Cận vệ 20 Huân chương Cờ Đỏ (tiếng Nga: 20-я гвардейская общевойсковая Краснознамённая армия), số hiệu в/ч 89425, là một đơn vị quân sự cấp tập đoàn quân của Lục quân Liên Xô trước đây và Lục quân Liên bang Nga hiện nay, trực thuộc Quân khu Moskva, trước đó là quân khu Tây.
Tập đoàn quân xe tăng số 4 được Bộ Tổng tham mưu Hồng quân Liên Xô thành lập tháng 6 năm 1942 tại Mặt trận Stalingrad trên cơ sở các đơn vị còn lại (sau khi bị Phát xít Đức đánh thiệt hại) của Tập đoàn quân 28, Quân đoàn xe tăng 22, Quân đoàn xe tăng 23 và một số sư đoàn bộ binh từ Phương diện quân Viễn Đông tới chi viện. Năm 1946, Tập đoàn quân xe tăng số 4 được đổi thành Tập đoàn quân Cơ giới số 4. Năm 1960, đổi thành Tập đoàn quân cơ giới Cận vệ 20.

## Tư lệnh
- 5/2018 - 12/2022: Trung tướng Andrey Sergeevich Ivanayev;
- 12/2022 - 5/2024: Thiếu tướng Sukhrab Sultanovich Akhmedov;
- 5-2024 - nay: Thiếu tướng Oleg Yuryevich Mityaev

## Cơ cấu
Tại thời điểm năm 2020, Tập đoàn quân 20 bao gồm:
- Sư đoàn bộ binh ô tô Cận vệ 3 (в/ч 54046):
  - Trung đoàn bộ binh 752 (в/ч 34670);
  - Trung đoàn bộ binh 252 (в/ч 91711);
  - Trung đoàn xe tăng Cận vệ 237 (в/ч 91726);
  - Tiểu đoàn trinh sát 84 (в/ч 22263);
  - Trung đoàn pháo tự hành 99 (в/ч 91727);
  - Tiểu đoàn pháo chống tăng độc lập 159 (в/ч 81989);
  - Tiểu đoàn tên lửa phòng không độc lập 1143 (в/ч 48422);
- Sư đoàn bộ binh ô tô Cận vệ 144 (в/ч 23060):
  - Trung đoàn bộ binh Cận vệ 254 (в/ч 91704);
  - Trung đoàn bộ binh Cận vệ 488 (в/ч 12721);
  - Trung đoàn xe tăng Cận vệ 59(в/ч 94018);
  - Tiểu đoàn trinh sát 148 (в/ч 23872);
  - Trung đoàn pháo tự hành 856 (в/ч 23857);
  - Tiểu đoàn pháo chống tăng độc lập 1259;
  - Tiểu đoàn tên lửa phòng không độc lập 673 (в/ч 53821);
- Lữ đoàn pháo binh Cận vệ 236 (в/ч 53195);
- Lữ đoàn tên lửa đạn đạo 448 (в/ч 35535);
- Lữ đoàn tên lửa phòng không Cận vệ 53 (в/ч 32406);
- Kho vũ khí và trang thiết bị 99;
- Kho vũ khí và trang thiết bị 7015;
- Lữ đoàn bảo đảm hậu cần 152;
- Lữ đoàn chỉ huy Cận vệ số 9;
- Trung đoàn công binh 16;
- Tiểu đoàn tác chiến điện tử độc lập 24;